# Kriminalisztikai fényképezés
A kriminalisztikai fényképezés a krimináltechnika önálló ága. Magába foglalja a bűncselekmények megelőzése, felderítése szempontjából szükséges tények, helyzetek, személyek, tárgyak, iratok, nyomok rögzítését, vizsgálatát biztosító fényképezési módszerek, eljárások összességét.

## Célja
A kriminalisztikai fényképezés célja a bűntettek felderítésének szempontjából szükséges tények rögzítése, szemléltetése (nyomozási cselekmények, ballisztikai adatok, holttestek, helyszín, írásvizsgálat).

## Fényképezési eljárások
- panoráma felvétel
- léptékes felvétel
- méretarányos felvétel
- makrofelvétel
- mikrofelvétel
- állókép
- mozgókép
- szabadtéri felvétel
- épületen belüli felvétel
- fedett téri felvétel